# Khúc Chu
Khúc Chu hay Khúc Châu (chữ Hán giản thể]]: 曲周县, âm Hán Việt: Khúc Chu huyện) là một huyện thuộc địa cấp thị Hàm Đan, tỉnh Hà Bắc, Cộng hòa Nhân dân Trung Hoa. Huyện này có diện tích ki-lô-mét vuông, dân số người. Mã số bưu chính Khúc Chu là 057250. Chính quyền huyện đóng ở trấn Khúc Chu. Về mặt hành chính, huyện Khúc Chu được chia thành 4 trấn, 6 hương.
- Trấn: Khúc Chu, An Trại, Hà Nam Thoản, Hầu Thôn.
- Hương: Đại Hà Đạo, Bạch Trại, Ỷ Trang, Nam Lý Nhạc, Đệ Tứ Thoảng, Hòe Kiều.